# Янова (Румунія)
Янова (рум. Ianova) — село у повіті Тіміш в Румунії. Входить до складу комуни Реметя-Маре.
Село розташоване на відстані 398 км на північний захід від Бухареста, 17 км на північний схід від Тімішоари.

## Населення
За даними перепису населення 2002 року у селі проживали 825 осіб.
Національний склад населення села:
| Національність | Кількість осіб | Відсоток |
| -------------- | -------------- | -------- |
| румуни         | 759            | 92,0%    |
| угорці         | 40             | 4,8%     |
| цигани         | 11             | 1,3%     |
| німці          | 11             | 1,3%     |

Рідною мовою назвали:
| Мова      | Кількість осіб | Відсоток |
| --------- | -------------- | -------- |
| румунська | 786            | 95,3%    |
| угорська  | 30             | 3,6%     |
| німецька  | 6              | 0,7%     |